# 大明鳞毛蕨
大明鳞毛蕨（学名：Dryopteris tahmingensis）为鳞毛蕨科鳞毛蕨属下的一个种。